# 舒特魯克·納克杭特
舒特魯克·納克杭特(Shutruk-Nakhkhunte)是埃蘭舒特魯克王朝的第二任國王，在位期间從前1185年至前1155年。其在位时埃蘭的領土包括了現今美索不達米亞大部和伊朗西部。在他的領導下埃蘭擊敗了喀西特人(Kassites)並且建立了第一埃蘭帝國，但其后代在前1120年被巴比倫的尼布甲尼撒一世击败，丢失了首都蘇薩後便結束了這短命的帝國。
舒特魯克·納克杭特在伊森· 坎寧(Ethan Canin)的短篇故事「The Palace Thief」中得到了一些公眾知名度，並且在2002年改編的電影天之驕子中的一塊碑文上出現。碑文描述了舒特魯克·納克杭特這個極端自我主義征服者的功勳因為對人類沒有貢獻，到了今天變得默默無聞。

## 天之驕子中的引用
|  | I am Shutruk-Nakhkhunte, King of Anshand and Susa, Sovereign of the land of Elam. By the command of Inshushinak I destroyed Sippar, took the stele of Naram-Sin, and brought it back to Elam, where I erected it as an offering to my God, Inshushinak. Shutruk-Nakhkhunte - 1158 B.C. |

|  | 我是舒特魯克-納克杭特，安善和蘇薩的國王，埃蘭土地的統治者。由印舒希納克的命令我摧毀了息帕爾城，掠走了納拉姆辛之石柱，並且將它帶回埃蘭，我作為貢品獻給我的神─印舒希納克─的地方。舒特魯克-納克杭特，西元前1158年。 |

這段碑文被放在天之驕子中韓德特先生的教室門上。
| 前任： 卡魯土須-印舒希納克 | 埃蘭國王 1185–1155 BC | 繼任： 庫提爾-納克杭特三世 |